# Neauphle-le-Château
Neauphle-le-Château ist eine französische Gemeinde mit 3295 Einwohnern (Stand 1. Januar 2022) im Département Yvelines in der Region Île-de-France. Sie gehört zum Arrondissement Rambouillet und zum Kanton Aubergenville (bis 2015: Kanton Montfort-l’Amaury).

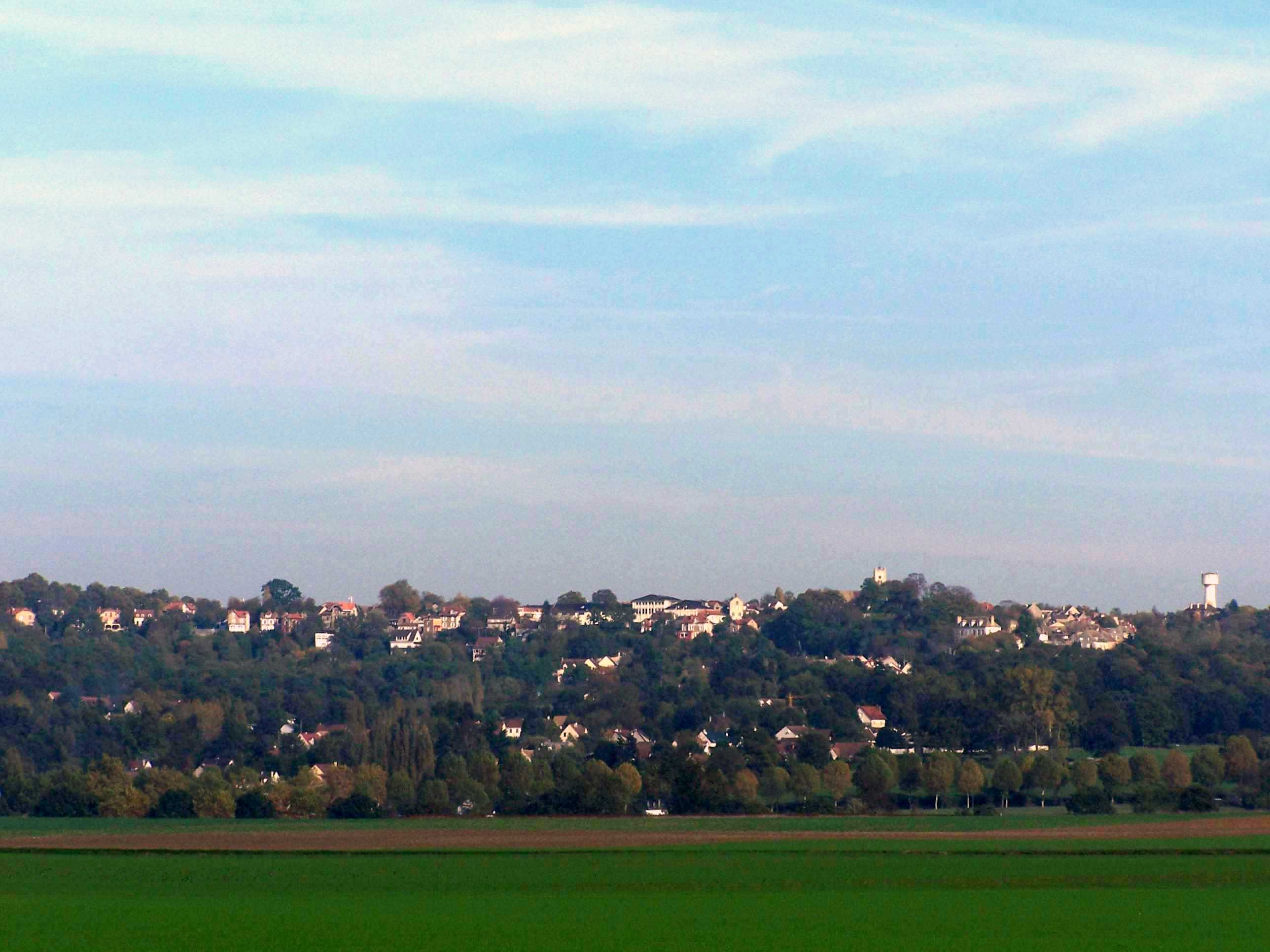
Blick auf Neauphle von Westen

## Geografie
Neauphle-le-Château liegt 21 Kilometer westlich von Versailles auf einem felsigen Hügel im äußersten Westen der Ebene von Versailles und äußersten Osten der Ebene von Montfort-l’Amaury. Die Gemeinde ist flächenmäßig eine der kleinsten Frankreichs; sie grenzt an Saint-Germain-de-la-Grange im Norden, Plaisir im Osten, Jouars-Pontchartrain im Süden, und Villiers-Saint-Frédéric im Westen.

## Geschichte
Der Name Neauphle ist gallischen Ursprungs und bedeutet „neuer Tempel“. Die Burg wurde während des Hundertjährigen Kriegs von den Engländern zerstört. 1478 kam die Baronie Neauphle-le-Château an die Grafschaft Montfort-l’Amaury und gehörte damit dem Herzog von Bretagne. Da Olivier le Daim, der die Grafschaft Meulan besaß, zu der Neauphle zuvor gehört, sich dem widersetzte, konnte der Zusammenschluss erst nach dessen Tod 1483 vollzogen werden. Im 16. Jahrhundert kam Neauphle an die Krone.
1827 gründete Jean-Baptiste Lapostolle hier die Brennerei Grand Marnier.
Am 8. Oktober 1978 ließ sich der aus Iran vertriebene Ajatollah Ruhollah Chomeini in Neauphle-le-Château nieder; am 1. Februar 1979 kehrte er von hier aus nach Teheran zurück. Dort gibt es heute eine Neauphle-le-Château-Straße, in der sich auch die französische Botschaft befindet. Das Gebäude, in dem Chomeini wohnte, wurde abgerissen.

## Sehenswürdigkeiten

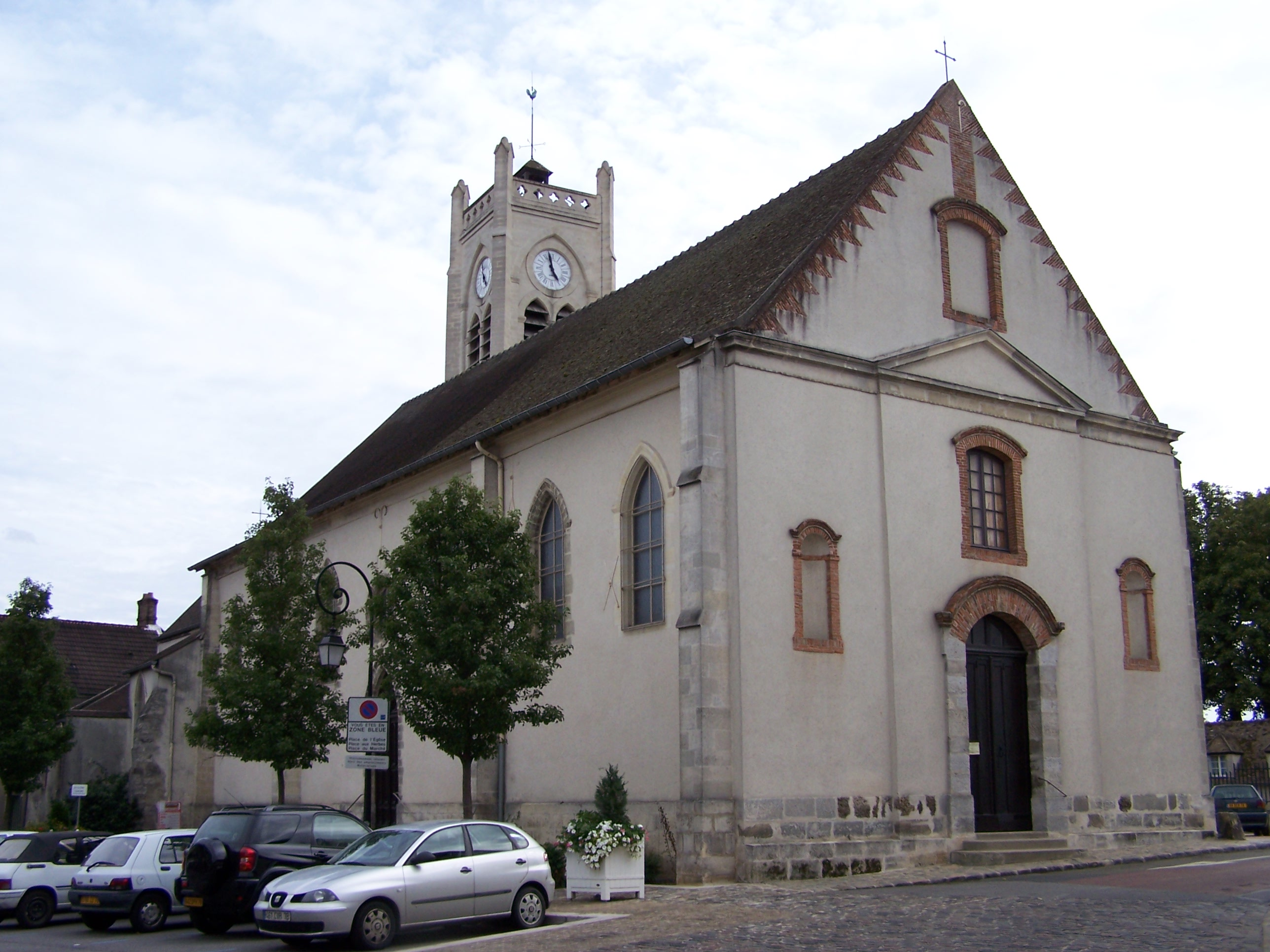
Kirche Saint-Nicolas, 2066

- Kirche Saint-Nicolas aus dem 12. Jahrhundert, im 15. Jahrhundert nach den Zerstörungen des Hundertjährigen Kriegs wiederaufgebaut; die Fassade und das Kirchenschiff wurden nach einem Brand im 17. Jahrhundert neu gebaut. Im 19. Jahrhundert erfolgte eine erste, in den 1980er Jahren eine zweite Restaurierung

## Persönlichkeiten
- Marguerite Duras (1914–1996), Schriftstellerin, Dramatikerin, Drehbuchautorin und Filmregisseurin, lebte lange Zeit in Neauphle-le-Château.
- Der Schauspieler Rufus (* 1942) lebt in der Stadt.
- Deanna Durbin (1921–2013), Hollywoodschauspielerin in den 1930er und 1940er Jahren, lebte in Neauphle.
- Ruhollah Chomeini (1902–1989), iranischer Ajatollah und späteres Staatsoberhaupt Irans, lebte zwischen 1978 und 1979 in der Stadt.